# کوژنگووکا ماوا
کوژنگووکا ماوا (به لهستانی:  Korzeniówka Mała) یک روستا در لهستان است که در گمینا شمیاتچه واقع شده‌است.
 کوژنگووکا ماوا  ۴۰ نفر جمعیت دارد.